# Werther Heide, Napoleonsweg
Werther Heide, Napoleonsweg este o arie protejată (arie specială de conservare — SAC, sit de importanță comunitară — SCI) din Germania întinsă pe o suprafață de 17,48 ha, integral pe uscat.

## Localizare
Centrul sitului Werther Heide, Napoleonsweg este situat la coordonatele 50°46′36″N 6°16′57″E / 50.7767°N 6.2825°E.

## Înființare
Situl Werther Heide, Napoleonsweg a fost declarat sit de importanță comunitară în martie 2001 pentru a proteja un număr necunoscut de specii din flora spontană și fauna sălbatică aflate în arealul zonei. Situl a fost protejat și ca arie specială de conservare în octombrie 2004.

## Biodiversitate
Situată în ecoregiunea continentală, aria protejată conține 3 habitate naturale: Pajiști calaminariene cu Violetalia calaminariae, Formațiuni ierboase bogate în specii de Nardus, dezvoltate pe substraturi silicioase în zone montane (și în zone submontane, în Europa continentală), Fânețe de joasă altitudine (Alopecurus pratensis, Sanguisorba officinalis).
La baza desemnării sitului se află un număr nedeclarat de specii protejate:
Pe lângă speciile protejate, pe teritoriul sitului au mai fost identificate 6 specii de plante, 7 specii de nevertebrate.